# Bandrefam
Bandrefam är en ort i Kamerun.   Den ligger i regionen Västra regionen, i den västra delen av landet, 190 km nordväst om huvudstaden Yaoundé. Bandrefam ligger 1 546 meter över havet och antalet invånare är 5 000.

## Terräng och klimat
Terrängen runt Bandrefam är huvudsakligen kuperad, men åt sydväst är den platt. Trakten runt Bandrefam är ganska tätbefolkad, med 139 invånare per kvadratkilometer. Närmaste större samhälle är Bangangté, 11,7 km söder om Bandrefam. Trakten runt Bandrefam är huvudsakligen savannskog.